# Horst Junginger
Horst Junginger (* 8. April 1959 in Heidenheim an der Brenz) ist ein deutscher Religionswissenschaftler und Wissenschaftshistoriker. Er lehrte von 2018 bis 2023 als Professor für Religionswissenschaft und Religionskritik an der Universität Leipzig.

## Leben
Junginger absolvierte ein Studium der Religionswissenschaften, Philosophie, Geschichtswissenschaft und Arabistik an der Universität Tübingen und der Freien Universität Berlin, das er 1991 mit dem akademischen Grad M.A. abschloss. 1997 wurde er mit der Dissertation Von der philologischen zur völkischen Religionswissenschaft. Das Fach Religionswissenschaft an der Universität Tübingen von der Mitte des 19. Jahrhunderts bis zum Ende des Dritten Reiches zum Dr. phil. promoviert. Von 1996 bis 1998 arbeitete er an dem DFG-geförderten Projekt „Die Idee der Rasse in der deutschen Religionswissenschaft“. Von 2000 bis 2001 war Junginger Stipendiat des Vidal Sassoon International Center for the Study of Antisemitism in Jerusalem. 
Nach einzelnen Lehrverpflichtungen und Forschungsprojekten in Tübingen, Münster und Leipzig habilitierte er sich 2010 an der Universität Tübingen und erhielt die venia legendi für Religionswissenschaft. Als Träger des Humboldt-Forschungspreises war er 2010/11 Gastwissenschaftler an der Universität Uppsala. Von 2011 bis 2014 war Junginger Vertretungsprofessor für Religionswissenschaft unter besonderer Berücksichtigung ihrer Methodik und Theorie an der Ludwig-Maximilians-Universität München. Von 2014 bis 2016 bekleidete er eine Vertretungsprofessur für Allgemeine und Vergleichende Religionswissenschaft an der Universität Leipzig. Von Januar 2018 bis Ende 2023 hatte er dort die von Adolf Holl gestiftete Professur für Religionswissenschaft und Religionskritik inne.
Seine Forschungsschwerpunkte sind Religionskritik, Wissenschafts- und Religionsgeschichte, Antisemitismusforschung und Neue religiöse Bewegungen. Er veröffentlichte mehrere Bücher sowie Beiträge in Sammelbänden/Handbüchern (u. a. Handbuch des Antisemitismus und Religion in Geschichte und Gegenwart), Fachzeitschriften und Tageszeitungen.

## Auszeichnungen
- 2010: 19. Research Award des Stiftelsen Riksbankens Jubileumsfond (Swedish Humboldt Award)

## Schriften (Auswahl)
- Von der philologischen zur völkischen Religionswissenschaft. Das Fach Religionswissenschaft an der Universität Tübingen von der Mitte des 19. Jahrhunderts bis zum Ende des Dritten Reiches (= Contubernium. Band 51). Steiner, Stuttgart 1999, ISBN 3-515-07432-5.
- (Hrsg. mit Martin Finkenberger): Im Dienste der Lügen. Herbert Grabert (1901–1978) und seine Verlage. Alibri Verlag, Aschaffenburg 2004, ISBN 3-932710-76-2.
- (Hrsg.): The Study of Religion under the Impact of Fascism. Brill, Leiden 2008, ISBN 978-90-04-16326-3.
- Religionswissenschaft, in: Jürgen Elvert, Jürgen Nielsen-Sikora (Hrsg.): Kulturwissenschaften und Nationalsozialismus. Steiner, Stuttgart 2009, S. 52–86
- (Hrsg. mit Urban Wiesing, Klaus-Rainer Brintzinger, Bernd Grün, Susanne Michl): Die Universität Tübingen im Nationalsozialismus (= Contubernium. Band 73). Steiner, Stuttgart 2010, ISBN 978-3-515-09706-2.
- Die Verwissenschaftlichung der „Judenfrage“ im Nationalsozialismus (= Veröffentlichungen der Forschungsstelle Ludwigsburg der Universität Stuttgart. Band 19). Wissenschaftliche Buchgesellschaft, Darmstadt 2011, ISBN 978-3-534-23977-1.
- (Hrsg. mit Andreas Åkerlund): Nordic ideology between religion and scholarship (= Zivilisationen & Geschichte. Band 24). Lang, Frankfurt am Main 2013, ISBN 978-3-631-64487-4.
- Religionsgeschichte Deutschlands in der Moderne. Wissenschaftliche Buchgesellschaft, Darmstadt 2017, ISBN 978-3-534-25811-6.
- Der preußische Adler in der deutschen Herrschaftsgeschichte. Eine Vogelkunde aus religionspolitischer Sicht. Tectum-Verlag, Baden-Baden 2021, ISBN 978-3-8288-4716-3.
- Mit Richard Faber (Hrsg.): Religionskritik in Geschichte und Gegenwart. Vier Bände. Königshausen & Neumann, Würzburg 2021–2023.
- (Mithrsg.): Handbuch Religionskunde in Deutschland. De Gruyter, Berlin 2023, ISBN 978-3-11-069441-3.